# Flugplatz Montdidier-Fignières

i7
i11
i13
Das Aérodrome de Montdidier-Fignières (ICAO-Code: LFAR) war während beider Weltkriege ein Militärflugplatz in Frankreich. Er lag in der heutigen Region Hauts-de-France im Département Somme im Wesentlichen auf dem Gebiet der Gemeinden Fignières und Courtemanche, zirka drei Kilometer nördlich von Montdidier. Während des Zweiten Weltkrieges diente er als Militärflugplatz.

## Geschichte
Während beider Weltkriege befand sich hier jeweils ein Militärflugplatz.
Im Ersten Weltkrieg nutzte bereits Ende August 1914 die deutsche Fliegertruppe das Areal, das im weiteren Kriegsverlauf immer wieder von der französischen Fliegertruppe genutzt wurde und Basis verschiedener Verbände war.
Kurz vor Beginn des Zweiten Weltkriegs kehrte die Armee de l’Air nach Montdidier zurück. Erster Nutzer waren Flugabwehreinheiten. Anfang September lag hier für einige Tage eine Bombergruppe, die mit Potez 540 ausgerüstete GB.II. Erst im April trafen erneut französische Bomber ein, die bis zur Evaluierung der Gegend nach dem Beginn des Westfeldzugs der deutschen Wehrmacht blieben. Hier lagen sowohl die GB.I und GB.II und die dabei eingesetzten weiteren Bombertypen waren die Amiot 143 und Breguet 693.
Die Luftwaffe übernahm das Areal und baute es in der folgenden Zeit zu einem Flugplatz mit drei Beton Start- und Landebahnen sowie diversen Rollbahnen aus. Zunächst aber diente Montdidier während der Luftschlacht um England auch der Luftwaffe als Bomberstützpunkt. Hauptnutzer in dieser Zeit war von Juni 1940 bis Januar 1941 die mit Heinkel He 111H ausgerüstete I.Gruppe des Kampfgeschwaders 1 (I./KG 1).
Nach dem Ausbau wurde der Platz erst ab Juni 1943 wieder vermehrt genutzt, als die I. Gruppe des Kampfgeschwaders 66 (I./KG 66) mit ihren Dornier Do 217, Junkers Ju 88S und Junkers Ju 188 eintraf. Sie blieb hier zunächst bis März 1944, wobei die 3. Staffel bereits im Februar nach Cormeilles verlegt worden war und nahm von hier aus am Unternehmen Steinbock teil. Mitte Juni 1944 kehrten zwei der mittlerweile fünf Staffeln der Gruppe, die ihre Do 217 zu diesem Zeitpunkt bereits abgegeben hatten, nach Montdidier zurück. Zwei weitere Staffeln trafen zum Monatsende ein und die Gruppe wurde Mitte August 1944 nach Eindhoven verlegt. Mitte Juni lag hier daneben für zwei Wochen auch noch die mit Ju 88A ausgerüstete II. Gruppe des Kampfgeschwaders 76 (II./KG 76).
In diesem Monat war es zuvor auch noch zu kurzen Aufenthalten deutscher Messerschmitt Bf 109G-Jäger gekommen. Die I. Gruppe des Jagdgeschwaders 5 war hier vom Tag des Beginns der alliierten Invasion in der Normandie für eine gute Woche stationiert.
Zu einer wesentlichen Nutzung durch die Alliierten kam es hier sowohl während des Krieges und auch später nicht mehr.
Heute sind nur noch Reste der ehemaligen Rollbahnen erhalten und das Areal wird bis auf das kleine zivile Fluggelände längst wieder landwirtschaftlich genutzt. Der Betreiber, der örtliche Luftsportverein, wurde 1947 gegründet.